# Wahl des Parlaments der Region Brüssel-Hauptstadt 2014
- PTB*PVDA-GO!: 4
- PS: 21
- Ecolo: 8
- MR: 18
- FDF: 12
- cdh: 9
- sp.a: 3
- Groen: 3
- Open VLD: 5
- CD&V: 2
- N-VA: 3
- VB: 1

Die Wahl des Parlaments der Region Brüssel-Hauptstadt 2014 fand am 25. Mai 2014 statt, zeitgleich mit der Europawahl und der Wahl zum föderalen Parlament. Gewählt wurden die Mitglieder der Legislative der Region Brüssel-Hauptstadt, eine der drei Regionen Belgiens, für die Legislaturperiode 2014–2019.

## Parteien und Wahlsystem
Die Parteien waren aufgeteilt in französischsprachige und flämischsprachige Parteien. Es kandidierten 21 französischsprachige und 8 flämischsprachige Listen.
Die Anzahl der Sitze war 2004 von 75 auf 89 Sitze vergrößert worden, davon 72 Sitze für die französischsprachigen und 17 Sitze für die flämischsprachigen Listen. Innerhalb der Sprachgruppen wurden die Sitze nach dem D’Hondt-Verfahren vergeben. Ebenfalls neu eingeführt wurde eine Sperrklausel von 5 % der Stimmen für die jeweilige Sprachgruppe.
| französischsprachige Listen | französischsprachige Listen                                           |
| --------------------------- | --------------------------------------------------------------------- |
| BUB                         | Belgische Unie – Union belge – Belgische Union                        |
| CDH                         | Centre Démocrate Humaniste                                            |
|                             | Debout les Belges!                                                    |
| Ecolo                       | Ecolo                                                                 |
|                             | Égalitaires!                                                          |
| FDF                         | Fédéralistes démocrates francophones                                  |
| FE-MDCEJ                    | Fédéralistes européens-Mouvement du citoyen pour la justice           |
|                             | Gauches communes                                                      |
|                             | Islam                                                                 |
|                             | La Droite                                                             |
| MR                          | Mouvement Réformateur                                                 |
| Nation                      | Mouvement Nation                                                      |
| P-Lib                       | Parti libertarien                                                     |
|                             | Pirate                                                                |
| PP                          | Parti Populaire                                                       |
|                             | ProBruxsel (F)                                                        |
| PS                          | Parti socialiste                                                      |
| PTB*PVDA-GO!                | Parti du travail de Belgique*Partij van de Arbeid-Gauche d’ouverture! |
| R                           | Rassemblement R                                                       |
| RWF                         | Rassemblement Wallonie-France                                         |
| VEGA                        | Mouvement Verts et à gauche                                           |
| flämischsprachige Listen    |                                                                       |
| Kürzel                      | Liste                                                                 |
| CD&V                        | Christelijke Volkspartij                                              |
| Groen                       | Groen                                                                 |
| N-VA                        | Nieuw-Vlaamse Alliantie                                               |
| OpenVLD                     | Open Vlaamse Liberalen en Democraten                                  |
|                             | Pensio(e)n Plus                                                       |
|                             | ProBruxsel (N)                                                        |
| sp.a                        | Socialistische Partij Anders                                          |
| VB                          | Vlaams Belang                                                         |

## Seit der letzten Wahl
Am 13. November  2013 gründete der belgische Abgeordnete Laurent Louis die Partei Debout les Belges! („Steht auf Belgier!“). Louis hatte schon eine Odyssee durch verschiedene Parteien hinter sich. Er war als Abgeordneter der Parti Populaire 2010 gewählt worden, dann aus der Partei ausgeschlossen worden. Er gründete danach eine Partei, das Mouvement libéral démocrate (MLD), die er wieder aufgab, um sich im September 2013 der Partei Islam anzuschließen. Hier wurde er einen Monat später auch ausgeschlossen, wonach er Debout les Belges! gründete. Die neue Partei vertrat ein buntes, populistisches Programm, u. a. mit Forderung nach der Auflösung aller politischen Parteien, Bildung eines „Volksparlaments“ aus durch das Los ausgewählten Bürgern, den Austritt aus EU und NATO, den Kampf gegen den Zionismus etc.

## Ergebnisse

Stimmenstärkste Partei in den Gemeinden von Brüssel

### Ergebnis nach Sprachgruppen
Niederländischsprachige Listen gewannen 53.379 Stimmen (11,54 %) und 17 Mandate (19,1 %). Französischsprachige Listen gewannen 409.048 Stimmen (88,46 %) und 72 Mandate (80,9 %). Die Prozentangaben in der folgenden Tabelle beziehen sich auf die Anteile innerhalb der jeweiligen Sprachgruppe.
| Partei                                          | Partei                                          | Stimmen | Stimmen  | Stimmen  | Sitze | Sitze   | Sitze |
| Partei                                          | Partei                                          | Zahl    | in %     | +/-      | Zahl  | in %    | +/-   |
| ----------------------------------------------- | ----------------------------------------------- | ------- | -------- | -------- | ----- | ------- | ----- |
| Französischsprachige Listen                     |                                                 |         |          |          |       |         |       |
|                                                 | PS                                              | 108.755 | 26,59 %  | ▲0,34 %  | 21    | 29,2 %  | ▬     |
|                                                 | MR                                              | 94.227  | 23,04 %  | ▼6,78 %  | 18    | 25,0 %  | ▼6    |
|                                                 | FDF                                             | 60.547  | 14,80 %  | (neu)    | 12    | 16,7 %  | (neu) |
|                                                 | CDH                                             | 48.012  | 11,74 %  | ▼3,07 %  | 9     | 12,5 %  | ▼2    |
|                                                 | Ecolo                                           | 41.360  | 10,11 %  | ▼10,11 % | 8     | 11,1 %  | ▼8    |
|                                                 | PTB*PVDA-GO!                                    | 15.777  | 3,86 %   | (neu)    | 4     | 5,6 %   | (neu) |
|                                                 | Debout les Belges!                              | 9.424   | 2,30 %   | (neu)    | 0     | 0,0 %   | (neu) |
|                                                 | Parti Populaire                                 | 7.942   | 1,94 %   | (neu)    | 0     | 0,0 %   | (neu) |
|                                                 | Islam                                           | 6.945   | 1,70 %   | (neu)    | 0     | 0,0 %   | (neu) |
|                                                 | Pirate                                          | 3.026   | 0,74 %   | (neu)    | 0     | 0,0 %   | (neu) |
|                                                 | La Droite                                       | 2.973   | 0,73 %   | (neu)    | 0     | 0,0 %   | (neu) |
|                                                 | ProBruxselAnm 1                                 | 2.962   | 0,72 %   | ▼0,95 %  | 0     | 0,0 %   | ▬     |
|                                                 | VEGA                                            | 2.070   | 0,51 %   | (neu)    | 0     | 0,0 %   | (neu) |
|                                                 | Nation                                          | 1.360   | 0,33 %   | ▲0,22 %  | 0     | 0,0 %   | ▬     |
|                                                 | Gauches Communes                                | 839     | 0,21 %   | (neu)    | 0     | 0,0 %   | (neu) |
|                                                 | R                                               | 755     | 0,18 %   | (neu)    | 0     | 0,0 %   | (neu) |
|                                                 | Égalitaires !Anm 2                              | 749     | 0,18 %   | (neu)    | 0     | 0,0 %   | (neu) |
|                                                 | BUBAnm 3                                        | 543     | 0,13 %   | (neu)    | 0     | 0,0 %   | (neu) |
|                                                 | Parti Libertarien                               | 464     | 0,11 %   | (neu)    | 0     | 0,0 %   | (neu) |
|                                                 | R.W.F                                           | 175     | 0,04 %   | ▼0,28 %  | 0     | 0,0 %   | ▬     |
|                                                 | FE-MDCEJ                                        | 143     | 0,03 %   | (neu)    | 0     | 0,0 %   | (neu) |
| Gesamt                                          | Gesamt                                          | 409.048 | 100,00 % | –        | 72    | 100,0 % | –     |
| Niederländischsprachige Listen                  |                                                 |         |          |          |       |         |       |
|                                                 | Open Vld                                        | 14.250  | 26,70 %  | ▲3,62 %  | 5     | 29,4 %  | ▲1    |
|                                                 | sp.a                                            | 10.446  | 19,57 %  | ▲0,11 %  | 3     | 17,6 %  | ▼1    |
|                                                 | Groen                                           | 9.551   | 17,89 %  | ▲6,69 %  | 3     | 17,6 %  | ▲1    |
|                                                 | N-VA                                            | 9.075   | 17,00 %  | ▲12,01 % | 3     | 17,6 %  | ▲2    |
|                                                 | cd&v                                            | 6.102   | 11,43 %  | ▼3,42 %  | 2     | 11,8 %  | ▼1    |
|                                                 | Vlaams Belang                                   | 2.987   | 5,60 %   | ▼11,91 % | 1     | 5,9 %   | ▼2    |
|                                                 | ProBruxsel NAnm 1                               | 662     | 1,24 %   | ▼1,12 %  | 0     | 0,0 %   | ▬     |
|                                                 | Pensio(e)n Plus                                 | 306     | 0,57 %   | (neu)    | 0     | 0,0 %   | (neu) |
| Gesamt                                          | Gesamt                                          | 53.379  | 100,00 % | –        | 17    | 100,0 % | –     |
| Gültige Stimmen                                 | Gültige Stimmen                                 | 462.427 | 94,60 %  | —        | 89    | 100,0 % | –     |
| Ungültige Stimmen                               | Ungültige Stimmen                               | 26.156  | 5,40 %   |          |       |         |       |
| Abgegebene Stimmen                              | Abgegebene Stimmen                              | 488.583 | 100,00 % |          |       |         |       |
| Anzahl der Wahlberechtigten und Wahlbeteiligung | Anzahl der Wahlberechtigten und Wahlbeteiligung | 584.310 | 93,53 %  | ▲0,40    |       |         |       |

Anm. 1 bei der vorangegangenen Wahl noch in der Schreibweise Pro Bruxsel.

Anm. 2 bei der vorangegangenen Wahl unter dem Namen Egalité angetreten.

Anm. 3 Die Belgische Union (BUB) kandidierte 2009 nur auf der niederländischsprachigen Liste.

### Gesamtergebnis
Die folgende Tabelle stellt das Ergebnis unabhängig von der Sprachgruppenzugehörigkeit dar. Die Prozentangaben in der folgenden Tabelle beziehen sich auf das Gesamtstimmenzahl.
| Partei                                          | Partei                                          | Stimmen | Stimmen  | Sitze | Sitze   |
| Partei                                          | Partei                                          | Zahl    | in %     | Zahl  | in %    |
| ----------------------------------------------- | ----------------------------------------------- | ------- | -------- | ----- | ------- |
|                                                 | PS                                              | 108.755 | 23,52 %  | 21    | 23,6 %  |
|                                                 | MR                                              | 94.227  | 20,38 %  | 18    | 20,2 %  |
|                                                 | FDF                                             | 60.547  | 13,09 %  | 12    | 13,5 %  |
|                                                 | CDH                                             | 48.012  | 10,38 %  | 9     | 10,1 %  |
|                                                 | Ecolo                                           | 41.360  | 8,94 %   | 8     | 9,0 %   |
|                                                 | PTB*PVDA-GO!                                    | 15.777  | 3,41 %   | 4     | 4,5 %   |
|                                                 | Open Vld                                        | 14.250  | 3,08 %   | 5     | 5,6 %   |
|                                                 | sp.a                                            | 10.446  | 2,26 %   | 3     | 3,4 %   |
|                                                 | Groen                                           | 9.551   | 2,07 %   | 3     | 3,4 %   |
|                                                 | Debout les Belges!                              | 9.424   | 2,04 %   | 0     | 0,0 %   |
|                                                 | N-VA                                            | 9.075   | 1,96 %   | 3     | 3,4 %   |
|                                                 | Parti Populaire                                 | 7.942   | 1,72 %   | 0     | 0,0 %   |
|                                                 | Islam                                           | 6.945   | 1,50 %   | 0     | 0,0 %   |
|                                                 | cd&v                                            | 6.102   | 1,32 %   | 2     | 2,2 %   |
|                                                 | ProBruxsel                                      | 3624    | 0,78 %   | 0     | 0,0 %   |
|                                                 | Pirate                                          | 3.026   | 0,65 %   | 0     | 0,0 %   |
|                                                 | Vlaams Belang                                   | 2.987   | 0,65 %   | 1     | 1,1 %   |
|                                                 | La Droite                                       | 2.973   | 0,64 %   | 0     | 0,0 %   |
|                                                 | VEGA                                            | 2.070   | 0,45 %   | 0     | 0,0 %   |
|                                                 | Nation                                          | 1.360   | 0,29 %   | 0     | 0,0 %   |
|                                                 | Gauches Communes                                | 839     | 0,18 %   | 0     | 0,0 %   |
|                                                 | R                                               | 755     | 0,16 %   | 0     | 0,0 %   |
|                                                 | Égalitaires !                                   | 749     | 0,16 %   | 0     | 0,0 %   |
|                                                 | BUB                                             | 543     | 0,12 %   | 0     | 0,0 %   |
|                                                 | Parti Libertarien                               | 464     | 0,10 %   | 0     | 0,0 %   |
|                                                 | Pensio(e)n Plus                                 | 306     | 0,07 %   | 0     | 0,0 %   |
|                                                 | R.W.F                                           | 175     | 0,04 %   | 0     | 0,0 %   |
|                                                 | FE-MDCEJ                                        | 143     | 0,03 %   | 0     | 0,0 %   |
| Gültige Stimmen                                 | Gültige Stimmen                                 | 462.427 | 94,60 %  |       |         |
| Ungültige Stimmen                               | Ungültige Stimmen                               | 26.156  | 5,40 %   |       |         |
| Abgegebene Stimmen                              | Abgegebene Stimmen                              | 488.583 | 100,00 % | 89    | 100,0 % |
| Anzahl der Wahlberechtigten und Wahlbeteiligung | Anzahl der Wahlberechtigten und Wahlbeteiligung | 584.310 | 93,53 %  |       |         |